# Canton de Domèvre-en-Haye
Pour les articles homonymes, voir Domèvre.
Le canton de Domèvre-en-Haye est une ancienne division administrative française qui était située dans le département de Meurthe-et-Moselle et la région Lorraine.

## Géographie
Ce canton est organisé autour de Domèvre-en-Haye dans l'arrondissement de Toul. Son altitude varie de 187 m (Liverdun) à 354 m (Mamey) pour une altitude moyenne de 243 m.

## Représentation

### Conseillers généraux de 1833 à 2015
| Période | Période          | Identité                                                        | Étiquette    | Qualité                                                                                              |
| ------- | ---------------- | --------------------------------------------------------------- | ------------ | --- |
| 1833    | 1833 (démission) | François Stanislas Cordier                                      |              | Inspecteur des Finances, propriétaire à Toul Elu également dans le Canton de Toul-Nord               |
| 1833    | 1842             | Alphonse Louis Wilbert (1774-1847)                              |              | Percepteur, maire de Domèvre                                                                         |
| 1842    | 1848             | François Stanislas Cordier                                      |              | Inspecteur des Finances, propriétaire à Toul                                                         |
| 1848    | 1852             | M. De Roche du Telloy                                           |              | Propriétaire à Rosières-en-Haye                                                                      |
| 1852    | 1860 (décès)     | Pierre-Lazare Thibault                                          |              | Ancien capitaine de cavalerie Maire de Villey-Saint-Etienne                                          |
| 1860    | 1871             | Désiré Urion                                                    |              | Propriétaire à Villers-en-Haye                                                                       |
| 1871    | 1877             | Baron Henri Marie Charles Louis Tardif d'Hamonville (1864-1937) | Droite       | Propriétaire, château de Manonville                                                                  |
| 1877    | 1883             | Jules Cordier                                                   | Républicain  | Avocat à Nancy, conseiller municipal de Toul Député (1885-1893)                                      |
| 1883    | 1895             | Baron Henri Marie Charles Louis Tardif d'Hamonville             | Droite       | Propriétaire, château de Manonville                                                                  |
| 1895    | 1901             | Edmond Urion                                                    | Républicain  | Propriétaire, Maire de Villers-en-Haye                                                               |
| 1901    | 1925             | Baron Henri Marie Charles Louis Tardif d'Hamonville             | Conservateur | Propriétaire à Manonville                                                                            |
| 1925    | 1934 (décès)     | Jules Chamvoux                                                  | Rad.-RG      | Vétérinaire à Toul Député (1932-1934) Adjoint au Maire de Toul                                       |
| 1935    | 1940             | Maurice Grégoire (1903-1985)                                    | RG           | Vétérinaire à Toul                                                                                   |
|         |                  |                                                                 |              | |
| 1943    | 1945             | Emile Tocquard                                                  | RG           | Maire de Noviant-aux-Prés, ancien conseiller d'arrondissement Nommé conseiller départemental en 1943 |
|         |                  |                                                                 |              | |
| 1945    | 1982             | Maurice Grégoire                                                | DVD          | Vétérinaire à Toul                                                                                   |
| 1982    | 1994             | Armand Rémy                                                     | UDF          | Maire de Liverdun (1969-1989 et 1992-1995)                                                           |
| 1994    | 2015             | Jean Loctin                                                     | UDF puis DVD | Cadre Conseiller municipal de Liverdun Elu en 2015 dans le Canton du Nord-Toulois                    |

### Conseillers d'arrondissement (de 1833 à 1940)
Le canton de Domèvre avait deux conseillers d'arrondissement .
| Période                                  | Période      | Identité                           | Étiquette | Qualité |
| ---------------------------------------- | ------------ | ---------------------------------- | --------- | --- |
| 1833                                     | 1833         | Alphonse Louis Wilbert (1774-1847) |           | Percepteur, maire de Domèvre-en-Haye Egalement élu conseiller général                                       |
| 1833                                     | 1836         | M. Barbelin                        |           | Propriétaire à Noviant-aux-Prés                                                                             |
| 1833                                     | 1848         | Sébastien Urion (1793-1872)        |           | Propriétaire, maire de Villers-en-Haye                                                                      |
| 1836                                     | 1842         | M. Wilbert                         |           | Rentier à Domèvre-en-Haye                                                                                   |
| 1842                                     | 1848         | Charles François Xavier Latour     |           | Propriétaire à Beaumont, ancien notaire                                                                     |
|                                          |              |                                    |           | |
| 1886                                     | 1898         | Désiré Barad                       |           | Propriétaire à Rosières-en-Haye, suppléant du juge de paix                                                  |
| 1886                                     | 1892         | M. Brundsaux                       |           | Docteur en médecine à Bernécourt                                                                            |
| 1892                                     | 1896 (décès) | M. Mahalin                         |           | Marchand de bois à Bernécourt                                                                               |
| 1896                                     | 1904         | Charles Macquin                    |           | Propriétaire cultivateur à Minorville                                                                       |
| 1898                                     | 1919         | Claude-Aimé Laurent                |           | Maire de Liverdun                                                                                           |
| 1904                                     | 1910         | M. Petit                           |           | Propriétaire à Domèvre-en-Haye                                                                              |
| 1910                                     | 1919         | Émile Lucard                       |           | Cultivateur, maire de Minorville                                                                            |
| 1919                                     | 1940         | Ferdinand Bigot                    |           | Maire d'Avrainville                                                                                         |
| 1919                                     | 1931         | Théophile Roussel                  | URD       | Propriétaire à Villey-Saint-Étienne                                                                         |
| 1931                                     | 1940         | Émile Tocquard                     | RG        | Maire de Noviant-aux-Prés                                                                                   |
| 1940                                     |              |                                    |           | Les conseils d'arrondissement ont été suspendus par la loi du 12 octobre 1940 et n'ont jamais été réactivés |
| Les données manquantes sont à compléter. |              |                                    |           | |

## Composition
Le canton de Domèvre-en-Haye groupe 27 communes et compte 13 233 habitants (recensement de 1999 sans doubles comptes).
| Communes                 | Population (2012) | Code postal | Code Insee |
| ------------------------ | ----------------- | ----------- | ---------- |
| Andilly                  | 218               | 54200       | 54016      |
| Ansauville               | 79                | 54470       | 54019      |
| Avrainville              | 170               | 54385       | 54034      |
| Beaumont                 | 63                | 54470       | 54057      |
| Bernécourt               | 181               | 54470       | 54063      |
| Domèvre-en-Haye          | 353               | 54385       | 54160      |
| Francheville             | 288               | 54200       | 54208      |
| Gézoncourt               | 132               | 54380       | 54225      |
| Griscourt                | 119               | 54380       | 54239      |
| Grosrouvres              | 46                | 54470       | 54240      |
| Hamonville               | 122               | 54470       | 54248      |
| Jaillon                  | 302               | 54200       | 54272      |
| Liverdun                 | 6 390             | 54460       | 54318      |
| Mamey                    | 223               | 54470       | 54340      |
| Mandres-aux-Quatre-Tours | 170               | 54470       | 54343      |
| Manoncourt-en-Woëvre     | 207               | 54385       | 54346      |
| Manonville               | 205               | 54385       | 54348      |
| Martincourt              | 76                | 54380       | 54355      |
| Minorville               | 173               | 54385       | 54370      |
| Noviant-aux-Prés         | 177               | 54385       | 54404      |
| Rogéville                | 121               | 54380       | 54460      |
| Rosières-en-Haye         | 259               | 54385       | 54463      |
| Royaumeix                | 279               | 54200       | 54466      |
| Tremblecourt             | 152               | 54385       | 54532      |
| Velaine-en-Haye          | 1 495             | 54840       | 54557      |
| Villers-en-Haye          | 181               | 54380       | 54573      |
| Villey-Saint-Étienne     | 1 052             | 54200       | 54584      |

## Démographie
| 1962  | 1968  | 1975   | 1982   | 1990   | 1999   | 2009   |
| ----- | ----- | ------ | ------ | ------ | ------ | ------ |
| 7 929 | 8 825 | 10 028 | 11 887 | 12 838 | 13 233 | 13 498 |